# Inflatocalyx infirmata
Inflatocalyx infirmata is een zachte koraalsoort uit de familie Alcyoniidae. De koraalsoort komt uit het geslacht Inflatocalyx. Inflatocalyx infirmata werd in 1988 voor het eerst wetenschappelijk beschreven door Verseveldt & Bayer. 